# فلسفه مصر باستان
از فلسفه مصر باستان تقریباً هیچ چیز شناخته شده نیست بجز دستاوردها و آثار فکری اندکی؛ با این وجود بررسی و تحلیل همان آثار نشان می‌دهد که در مشرق زمین قرن‌ها قبل از پیدایش فلسفه در یونان باستان، دیدگاه و نگرش فلسفی وجود داشته و فلاسفه مصر با اینکه به شهرت افلاطون یا ارسطو نمی‌باشند و فاصله‌ای بیش از دوهزار سال با این اندیشمندان دارند؛ اما رویکرد و نظریات مفید و در خور توجهی را ارائه داده‌اند. با ذکر این مطلب بسیاری از محققان معتقدند فلسفه یونان باستان ریشه‌هایش را در مصر داشته‌است، ایشان همچنین بر این اعتقادند که مصر نفوذ اندکی بر فلسفه‌های اروپا و آسیا داشته‌ است.
قدیمی‌ترین اثر فلسفی مصر که مربوط به تقریباً ۲۵ قرن پیش از میلاد است توسط فیلسوف مصر باستان پتاه‌هتپ (اواخر قرن ۲۵ و اوایل قرن ۲۴ پیش‌ از میلاد) نوشته شده‌است، ویل این اثر جامع در مورد رفتار اخلاقی و فلسفه اخلاق، تحت عنوان تعلیم‌های پتاه‌هتپ (The Maxims of Ptahhotep) شناخته شده‌است. این اثر؛ که معتقدند توسط نوه‌اش با نام پتاه‌هتب چفی (Ptahhotep Tshefi) گردآوری شده؛ یک سری از ۳۷ نامه یا ماکسیم خطاب به پسرش، آخت‌هتپ (Akhethotep) می‌باشد؛ که دربارهٔ موضوعاتی همانند رفتار هر روزه و روال‌های اخلاقی صحبت می‌کند.

## ویژگی‌ها
فلسفه مصر باستان به عنوان آغاز فلسفه، توسط یونانیان باستان اعتبار یافت.
فلسفه مصر باستان به شدت به رفتار مناسب و همچنین عدالت توجه داشت. بسیاری از متون این فلسفه به خوانندگان خود توضیح می‌داد که چگونه رفتار نمایند.
انعطاف‌پذیر بودن، عمل گرا بودن و توجه کردن به احساسات از ویژگی‌های این فلسفه محسوب می‌شود.

## فلسفه بدبینی
بدبینی فلسفی جدیدی نیست. در مصر باستان هم بدبینی وجود داشته‌است. ایپوور رهبر و پیشوای فلسفه بدبینی بوده‌است. این حکیم معروف، از اعماق وجود فریاد می‌زده‌است که: 
«ای کاش بشر نابود می‌شد؛ ای کاش نطفه منعقد نمی‌گشت و کسی متولد نمی‌شد.»
 این فیلسوف ظاهراً اولین حکیمی بوده‌است که نسبت به تمدن بشر اظهار بدبینی می‌کرده و طرفدار نابودی بشر بوده‌است. دیدگاه و رویکردهای بدبینانه او نسبت به زمان خود شگفت‌انگیز است.